# النقل في ماليزيا

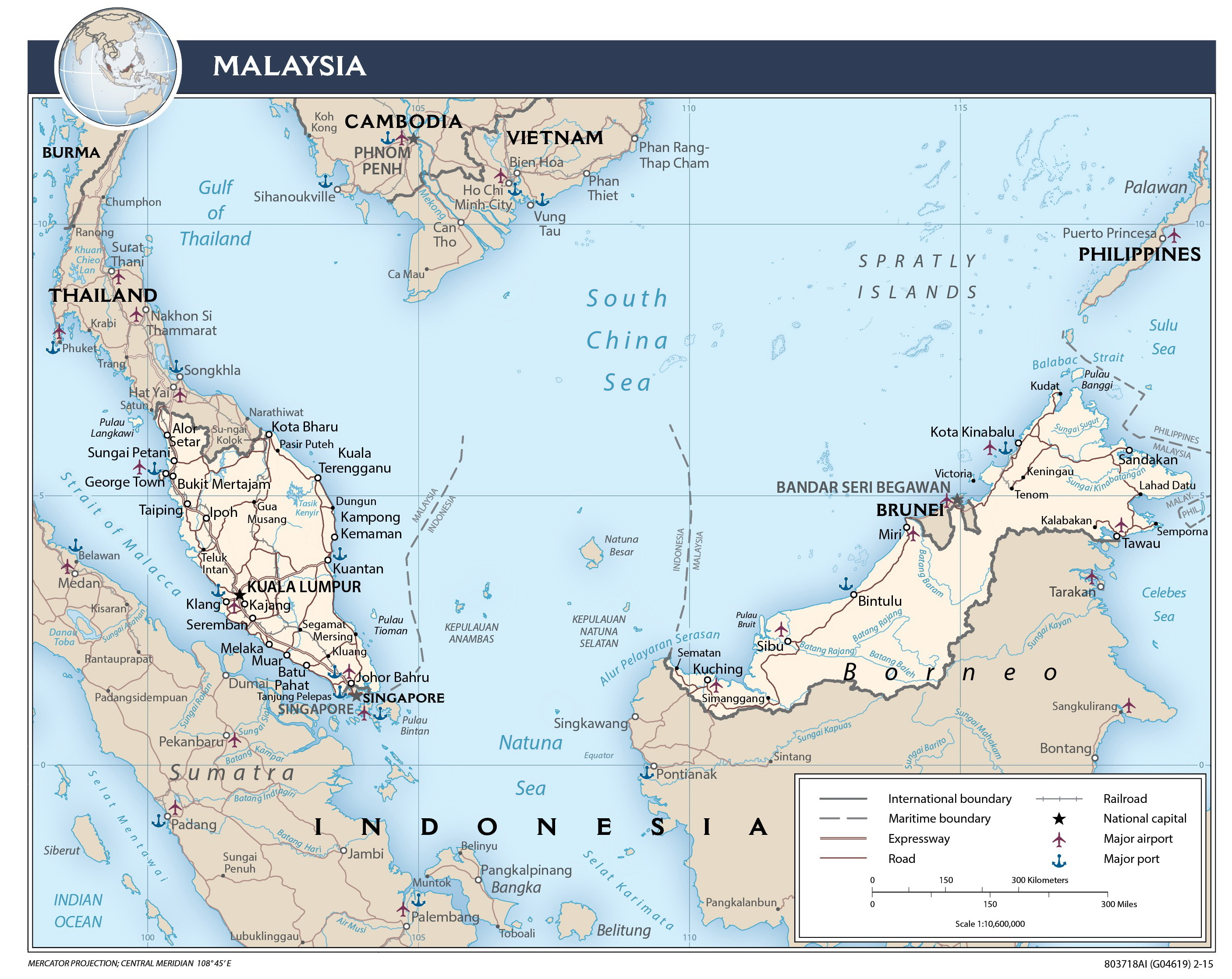
خريطة توضح شبكة النقل في ماليزيا

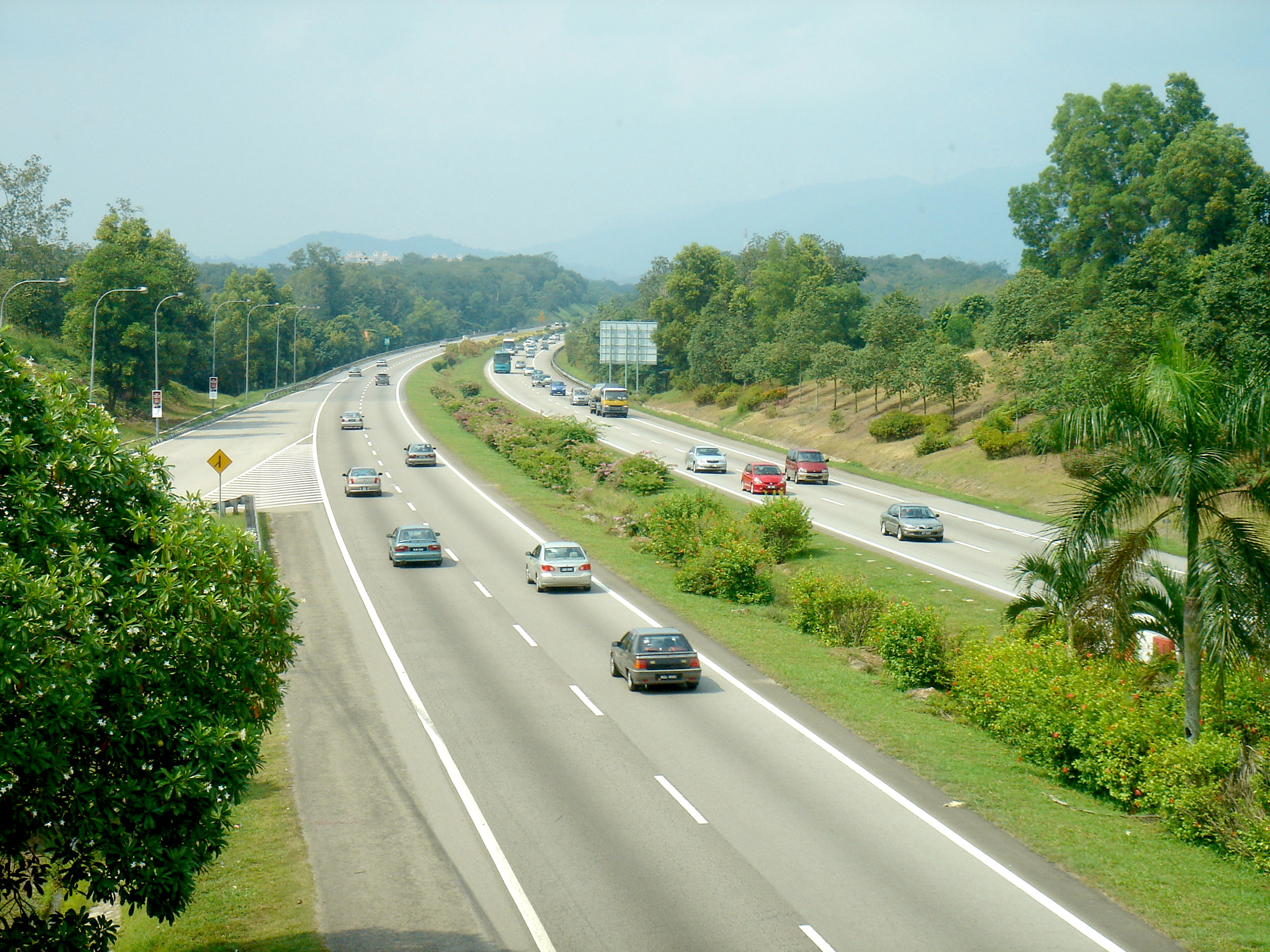
يعد الطريق السريع الذي يبلغ طوله 966 كم بين الشمال والجنوب، والذي يمر عبر سبع ولايات في شبه جزيرة ماليزيا، أطول طريق سريع في ماليزيا.

بدأت وسائل النقل في ماليزيا في التطور خلال الحكم الاستعماري البريطاني، وهي متنوعة ومتطورة، وواسعة النطاق، حيث تغطي 290,099.38 كيلومترًا، منها 2,016.05 كيلومترًا من الطرق السريعة (في 2021). يمتد الطريق السريع الرئيسي في البلاد إلى أكثر من 800 كم، وتصل هذه الطرق إلى الحدود التايلاندية مع سنغافورة. تتمتع شبه الجزيرة الماليزية بشبكة طرق واسعة النطاق، في حين أن نظام الطرق في شرق ماليزيا ليس متطورًا بشكل جيد. تشمل وسائل النقل الرئيسية في شبه الجزيرة الماليزية الحافلات والقطارات والسيارات وإلى حد ما السفر التجاري على متن الطائرات.
يوجد في ماليزيا ستة مطارات دولية. الخطوط الجوية الرسمية لماليزيا هي الخطوط الجوية الماليزية، التي تقدم خدمات جوية دولية ومحلية إلى جانب شركتين أخريين. ترتبط معظم المدن الكبرى عن طريق الخطوط الجوية. ونظام السكك الحديدية تديره الدولة، ويغطي إجمالي 1849 كم. تحظى السكك الحديدية والنقل السريع بشعبية كبيرة داخل المدن، مما يقلل من العبء المروري على الأنظمة الأخرى، ويعتبر آمنًا ومريحًا وموثوقًا.

## أرض

### الطرق
تغطي شبكة الطرق في ماليزيا 290,099.38 كيلومتر (180,259 ميل) منها 288,083.33 كيلومتر (179,006.68 ميل) هي الطرق المعبدة/غير المعبدة، و 2,016.05 كيلومتر (1,252.72 ميل) هي الطرق السريعة. أطول طريق سريع في البلاد، الطريق السريع بين الشمال والجنوب [الإنجليزية]، يمتد لمسافة تزيد عن 800 كيلومتر (500 ميل) بين الحدود التايلاندية وسنغافورة. وثاني أطول طريق سريع هو طريق الساحل الشرقي السريع (LPT-E8) ويمتد لمسافة 500 كم تقريبًا من كوالالمبور إلى عاصمة ولاية ترغكانو، كوالا ترغكانو. تعتبر أنظمة الطرق في صباح وسراوق أقل تطوراً وأقل جودة مقارنة بشبه الجزيرة الماليزية. تمت الموافقة مؤخرًا على إنشاء طريق بان بورنيو السريع [الإنجليزية] بموجب الميزانية الماليزية لعام 2015. مشروع الطريق السريع يمتد على 1,663 كم (936 كم في سرواق، 727 كيلومتر في صباح). أصبحت القيادة على اليسار إلزامية منذ إدخال السيارات في ولايات الملايو الفيدرالية في عام 1903 خلال حقبة الاستعمار البريطاني. تشير التقديرات إلى أن 9,432,023 سيارة ركاب تستخدم شبكة الطرق هذه بشكل نشط في عام 2018.

شبكة السكك الحديدية في شبه جزيرة ماليزيا

### السكك الحديدية
نظام السكك الحديدية تديره الدولة، ويغطي إجمالي 1,849 كيلومتر (1,149 ميل). تتكون معظم خطوط السكك الحديدية من صابورة، جنبًا إلى جنب مع عوارض خرسانية، والتي تعمل بشكل أفضل في الظروف الاستوائية الرطبة، مقارنة بالعوارض الخشبية التي يمكن أن تتعفن بمرور الوقت. في وقت مبكر من الثمانينات، وبسبب الحاجة إلى الموردين المحليين لمثل هذه المنتجات، شكلت عدد من شركات تصنيع السكك الحديدية الماليزية المحلية من خلال التعاون مع شركاء التكنولوجيا الأجانب.

## الطيران

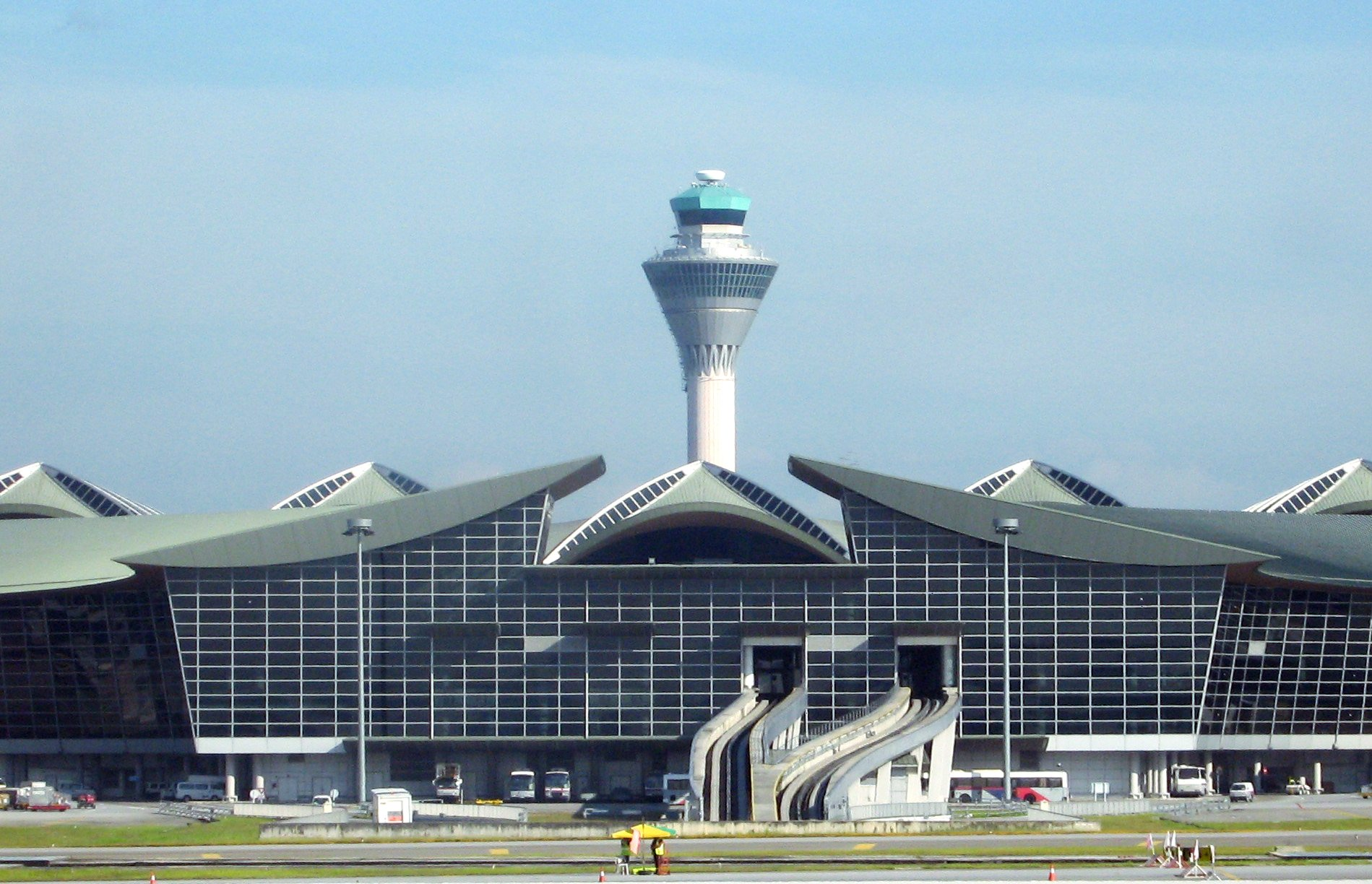
مطار كوالالمبور الدولي هو المطار الدولي الرئيسي في ماليزيا.

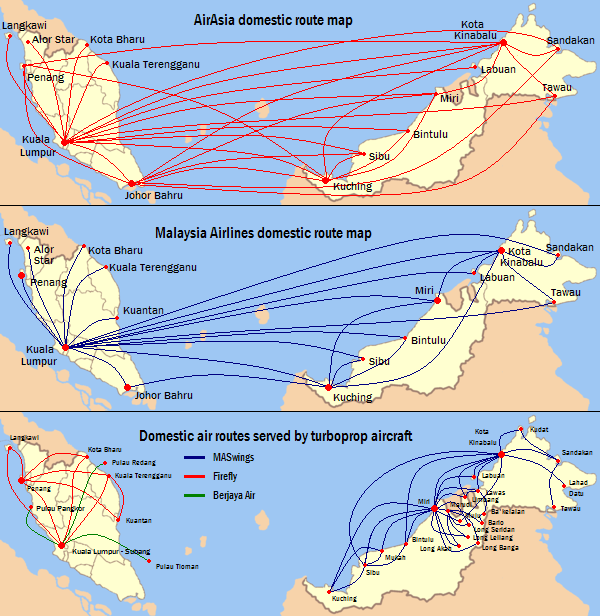
خرائط طرق النقل الجوي في ماليزيا.

يوجد في ماليزيا 62 مطارًا، منها 38 مطارًا معبدًا. الخطوط الجوية الماليزية، باعتبارها الناقل الوطني، توفر طرقًا دولية ومحلية واسعة النطاق. وان خدمة الطرق الدولية الرئيسية والطرق المحلية التي تعبر بين غرب ماليزيا وشرق ماليزيا تديرها الخطوط الجوية الماليزية ، وطيران آسيا، MYAirline [الإنجليزية]، فاير فلاي، وباتيك إير ماليزيا. بينما تشرف على الطرق المحلية والإقليمية الأصغر من قبل شركات طيران أصغر مثل MASwings [الإنجليزية]، فاير فلاي وSKS Airways [الإنجليزية].

### المطارات
مطار كوالالمبور الدولي هو المطار الرئيسي والأكثر ازدحاماً في ماليزيا. في عام 2018، كان المطار الثاني عشر الأكثر ازدحامًا في العالم من حيث حركة الركاب الدولية، سجل أكثر من 43.5 مليون حركة ركاب دولية. تشمل المطارات الرئيسية الأخرى مطار كوتا كينابالو الدولي، وهو أيضًا ثاني أكثر المطارات ازدحامًا في ماليزيا وأكثر المطارات ازدحامًا في شرق ماليزيا بأكثر من 8.6 مليون مسافر في عام 2018، ومطار بينانغ الدولي، الذي يخدم ثاني أكبر منطقة حضرية في ماليزيا، بأكثر من 7.99 مليون مسافر، في عام 2018.

## الممرات المائية
يبلغ طول الممرات المائية في ماليزيا 7,200 كيلومتر (4,474 ميل)، معظمها أنهار. منها 3,200 كيلومتر (2,000 ميل) في شبه جزيرة ماليزيا، 1,500 كيلومتر (930 ميل) في صباح، و2,500 كيلومتر (1,600 ميل) في سراوق.

### الموانئ والمرافئ

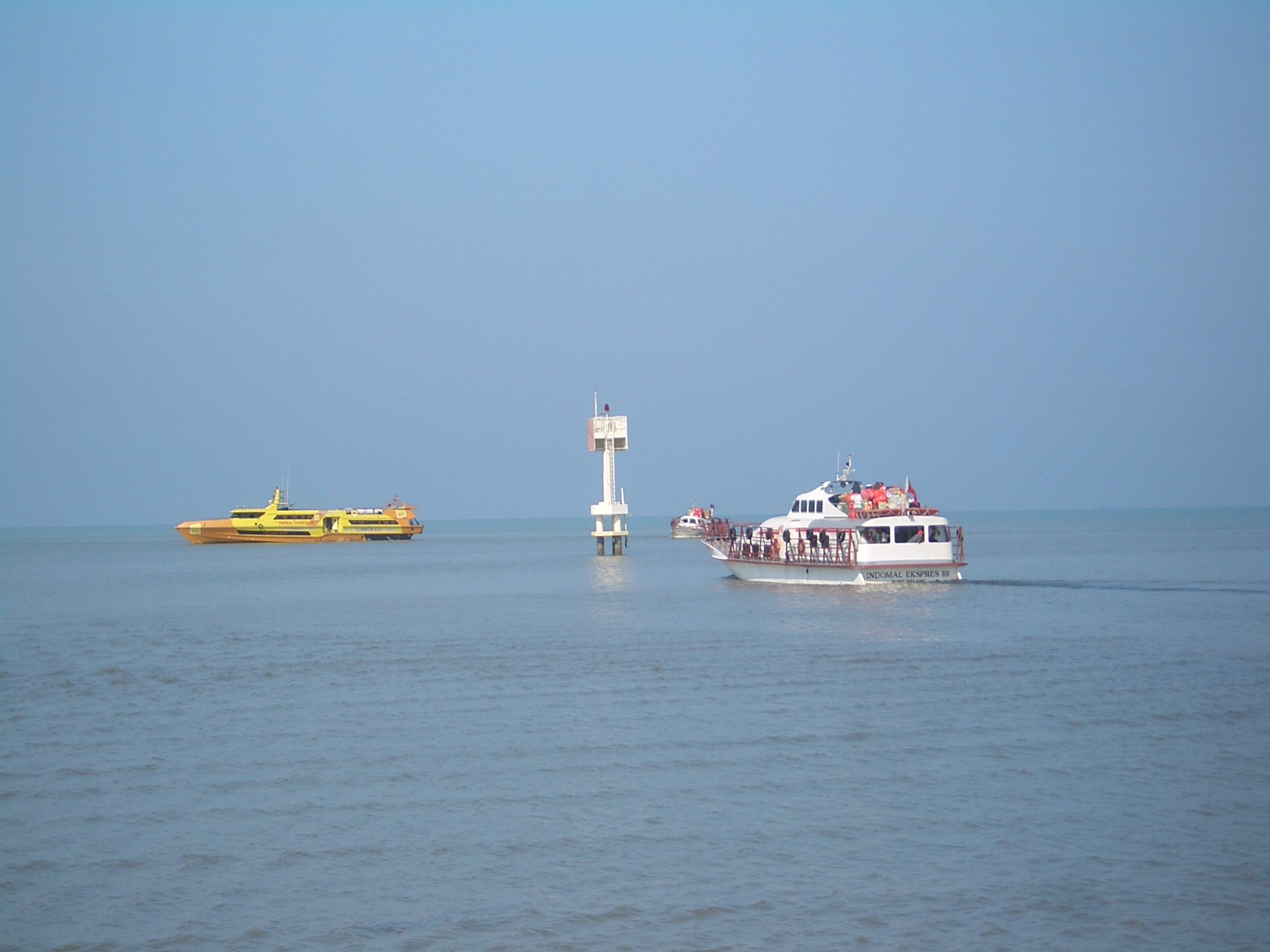
تنقل القوارب المكوكية العبارة إلى ملقا - سومطرة (القارب الأصفر الكبير) الراسية قبالة الشاطئ بالقرب من ملقا.

تتمتع ماليزيا بموقع استراتيجي على مضيق ملقا، أحد أهم الممرات الملاحية في العالم. يوجد في ماليزيا ميناءان مدرجان في قائمة أفضل 20 ميناءً ازدحامًا في العالم، ميناء كلانج وميناء تانجونغ بيليباس، وهما على التوالي ثاني وثالث أكثر الموانئ ازدحامًا في جنوب شرق آسيا بعد ميناء سنغافورة. يعد ميناء كلاغ أكثر موانئ ماليزيا ازدحامًا، والميناء الثالث عشر الأكثر ازدحامًا في العالم في عام 2013، حيث يتعامل مع أكثر من 10.3 مليون حاوية. ميناء تانجونج بيليباس هو ثاني أكثر الموانئ ازدحامًا في ماليزيا، والميناء التاسع عشر الأكثر ازدحامًا في العالم في عام 2013، حيث يتعامل مع أكثر من 7.6 مليون حاوية.
هذه قائمة بالموانئ والمرافئ الماليزية:
- بينتولو
- كوتا كينابالو
- كوانتان
- كيمامان
- كوتشينغ
- كودات
- لابوان
- لاهاد داتو
- لوموت
- ميري
- باسير جودانج
- بينانج
- بورت ديكسون
- ميناء كلاغ
- سانداكان
- سيبو
- تانجونج بيرهالا
- تانجونج كيدورونج
- تاواو
- تانجونج بيليباس
- كوالا قدح
- كوالا بيرليس

### البحرية التجارية
الإجمالي: 360 سفينة (1000 طن أو أكثر) 5,389,397 طن / 7,539,178 طن النوع: معظم البضائع 59، البضائع 100، ناقلة الكيماويات 38، الحاوية 66، الغاز المسال 25، ناقلة المواشي 1، الركاب 2، ناقلة البترول 56، حاملة المركبات 8
مملوكة لأجانب: الصين 1، ألمانيا 2، هونغ كونغ 8، إندونيسيا 2، اليابان 2، كوريا الجنوبية 1، ليبيريا 1، موناكو 1، النرويج 1، الفلبين 2، سنغافورة 81، فيتنام 1. وفي بلدان أخرى: 75 (تقديرات 2009)

### خطوط الأنابيب
ماليزيا لديها 3 كيلومتر (2 ميل) من خط أنابيب المكثفات، 1,965 كيلومتر (1,221 ميل) من خط أنابيب الغاز، 31 كيلومتر (19 ميل) من خطوط أنابيب النفط، و 114 كيلومتر (71 ميل) من خطوط أنابيب المنتجات المكررة.